# Нескінченна безодня
«Нескінченна безодня» (англ. «Infinity Abyss») — обмежена серія коміксів із шести випусків американського видавництва Marvel Comics з серпня по жовтень 2002 року. Серія мальописів написана і намальована Джимом Старліном.

## Персонажі
В історії з'являється понад 30 персонажів:
- Адам Ворлок
- Армор
- Атлез
- Атлеза
- Багряна відьма (Ванда Максимова)
- Бойова пташка (Керол Денверс)
- Велет (Генк Пім)
- Вонґ
- Воїн
- Віжен
- Вічність
- Галк (Брюс Баннер)
- Диво-людина
- Доктор Стрендж (Стівен Стрендж)
- Капітан Америка (Стів Роджерс)
- Капітан Марвел (Мар-Велл)
- Людина-павук (Пітер Паркер)
- Марло Чендлер Джонс
- Містік
- Місячний дракон
- Немор
- Нескінченність
- Омега (клон Таноса)
- Оса
- Ртуть
- Річард "Рік" Джонс
- Срібний серфер
- Танос
- Тор Одінсон
- Троль Піп
- Тріатлон
- Червоний валет
- Ікс
- Ґамора

## Колекційні видання
Серія коміксів була зібрана в книзі в м'якій обкладинці зі 176 сторінками:
| Назва            | У збірку входять      | Дата публікації | ISBN               |
| ---------------- | --------------------- | --------------- | ------------------ |
| «Infinity Abyss» | «Infinity Abyss» #1-6 | 2003            | ISBN 0-7851-0985-4 |